# (37743) 1996 XQ
1996 أكس كيو (ويعرف أيضًا باسم (37743) 1996 أكس كيو وفق تسمية الكوكب الصغير) (بالإنجليزية: 1996 XQ)‏ هو كويكب ضمن حزام الكويكبات؛ وترتيبه 37743 من حيث الاكتشاف.
اكتُشف هذا الجُرم الفلكي بواسطة ناوتو ساتو في 1 ديسمبر 1996.

## وصلات خارجية
- (37743) 1996 XQ في قاعدة بيانات مختبر الدفع النفاث لأجرام النظام الشمسي الصغيرة

- الاكتشاف · مخطط المدار ·  العناصر المدارية · المعلمات المادية

- (37743) 1996 XQ على موقع ويكي سكاي: DSS2, SDSS, GALEX, IRAS, Hydrogen α, X-Ray, Astrophoto, Sky Map, Articles and images